# إلسا كروس
إلسا كروس (بالإسبانية: Elsa Cross)‏ هي كاتِبة وشاعرة مكسيكية، ولدت في 6 مارس 1946 في مدينة مكسيكو في المكسيك.